# 松前良廣
松前良廣（日语：〔〕／ Matsumae Yoshihiro，1823年7月1日—1839年10月1日），日本江戶時代末期大名，松前藩第10代藩主。
松前良廣是松前見廣的長子。見廣是第9代藩主章廣的次子，被章廣確立為繼承人。1827年（文政10年）見廣去世後，良廣被章廣確立為嫡孫，成為繼承人。1834年（天保5年）章廣去世後，他繼承家督之位。因罹患精神疾病，未能前往江戶御目見，也未被授予武家官位。
1839年（天保10年），松前氏的親族池田政善、柳生俊章、一柳末延，以及在江戶的親族松前八左衛門、松前左近、松前七郎等等人向幕府上書，聲稱藩主體弱多病，請求將松前藩重新收為幕府的天領。為何他們想要放棄章廣千辛萬苦方才恢復的松前藩至今仍是個謎。不過，這個請求沒有被幕府接受。同年良廣去世，無子，由弟弟昌廣繼位。